# Khady Sylla

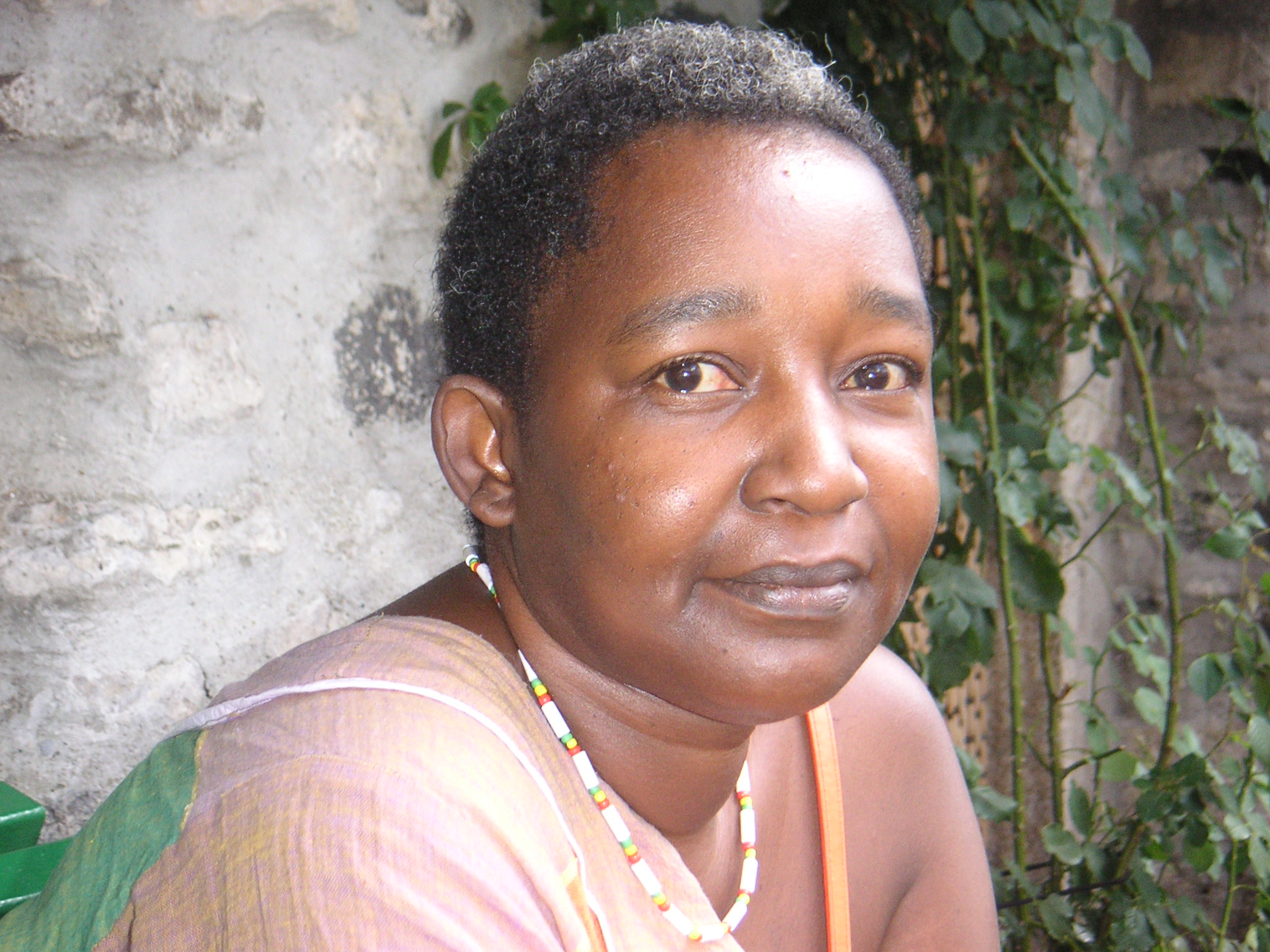
Khady Sylla, 2005

Khady Sylla (* 27. März 1963 in Dakar; † 8. Oktober 2013 ebenda) war eine senegalesische Autorin.
Sie studierte in Paris und war Germanistikprofessorin an der Université Cheikh Anta Diop de Dakar.

## Werke
- Le Jeu de la Mer,  Paris: L’Harmattan, 1992, ISBN 2-7384-1563-6

### Filmografie
- 1999: Colobane Express
- An Open Window

#### Kurzfilme und Dokumentationen
- 1997: Les Bijoux
- 2005: Une fenêtre ouverte